# 뉘넌
뉘넌(Nuenen)은 네덜란드의 마을이다. 컴퓨터 과학자 에츠허르 데이크스트라가 살았던 곳으로도 알려져 있다.